# 經濟型車

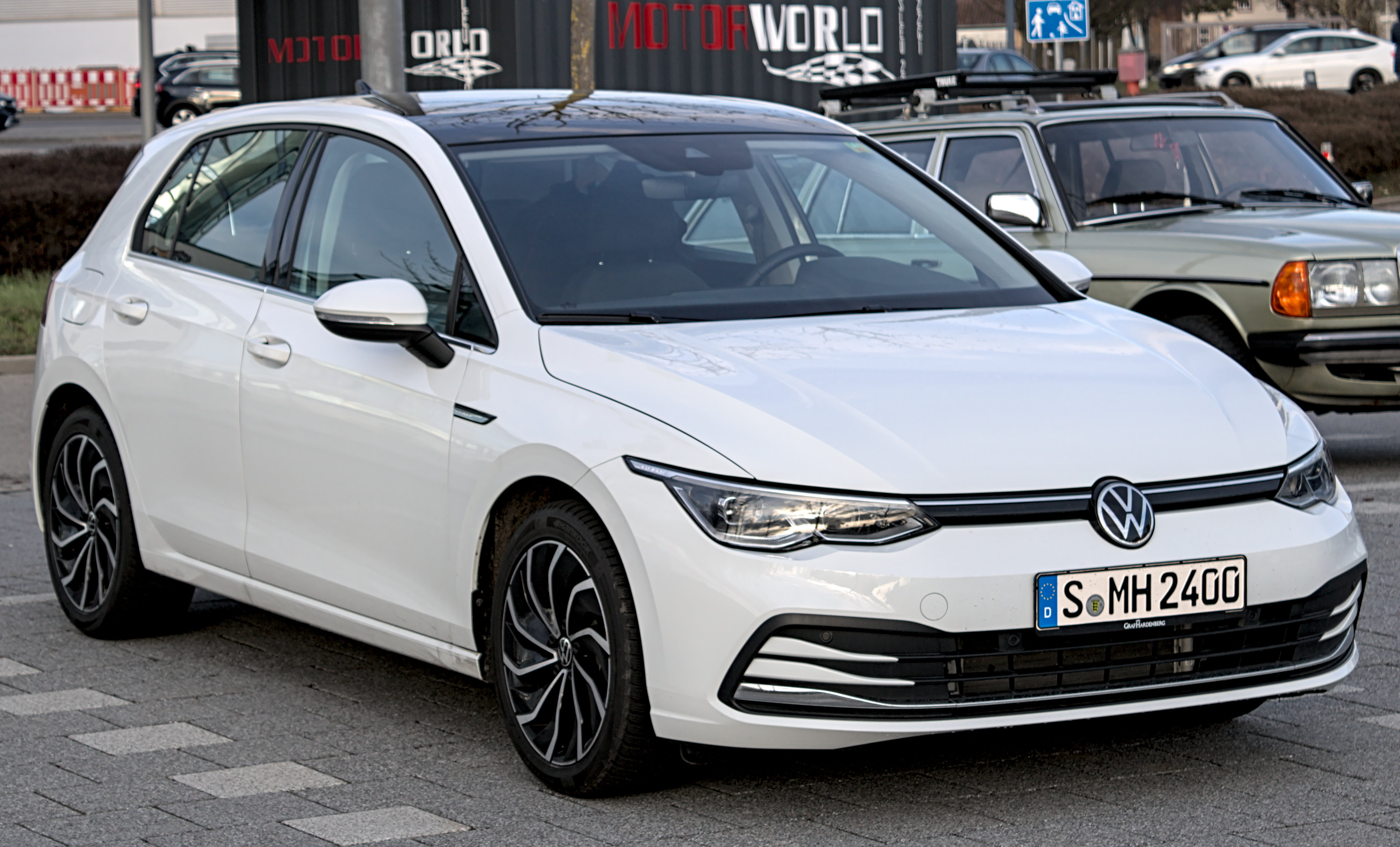
福斯高爾夫

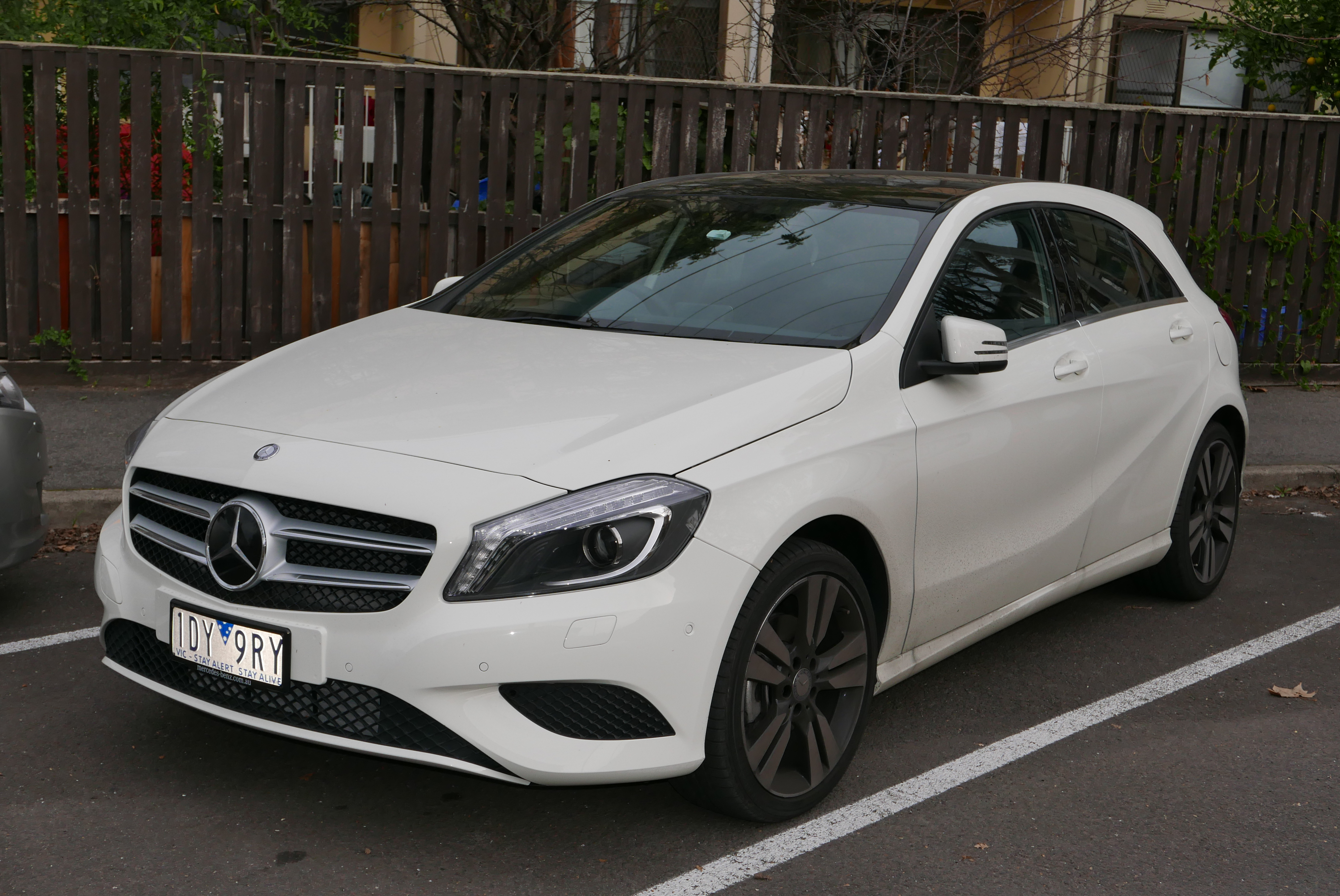
梅賽德斯-奔馳A級

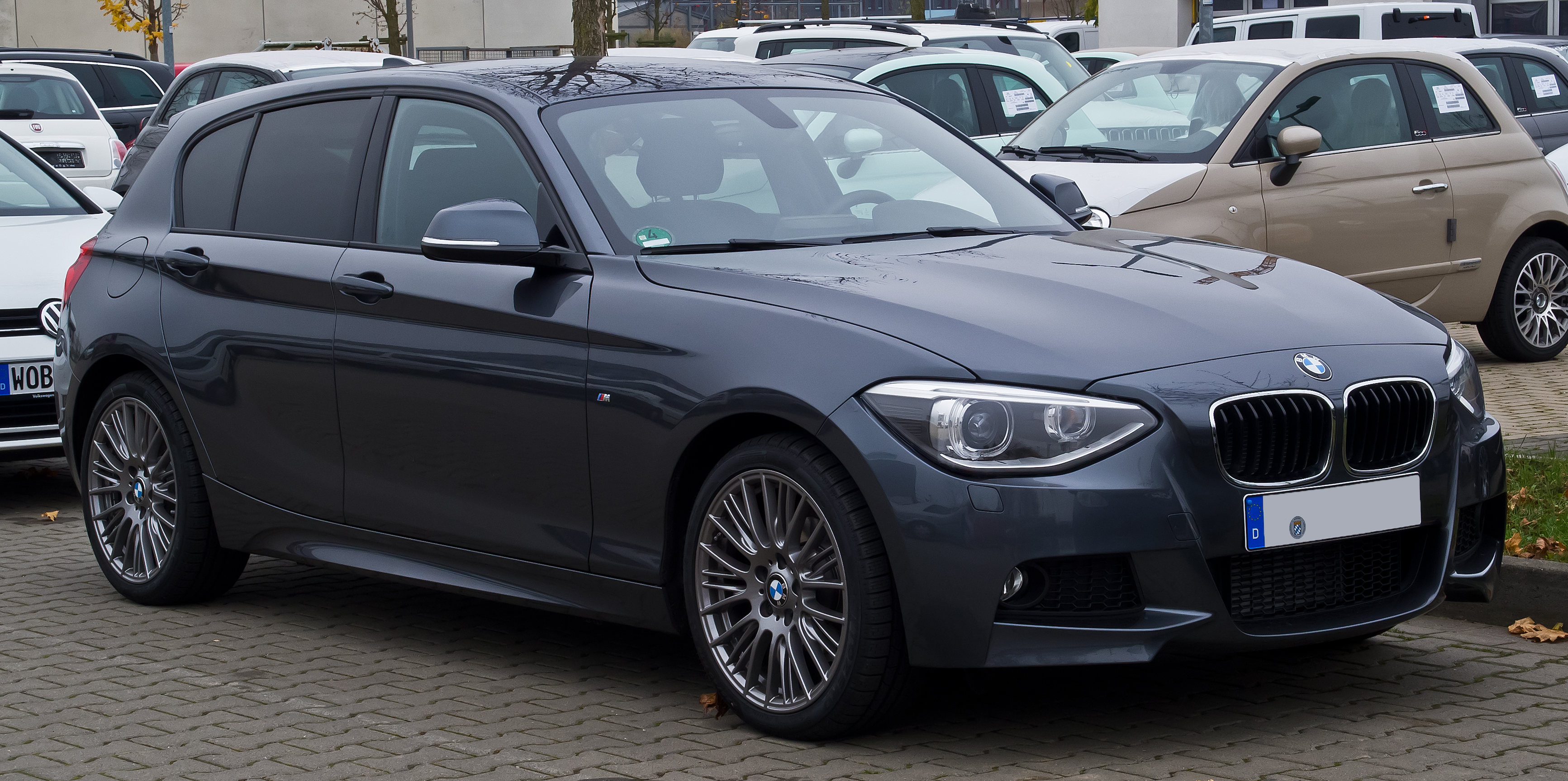
BMW 1系列

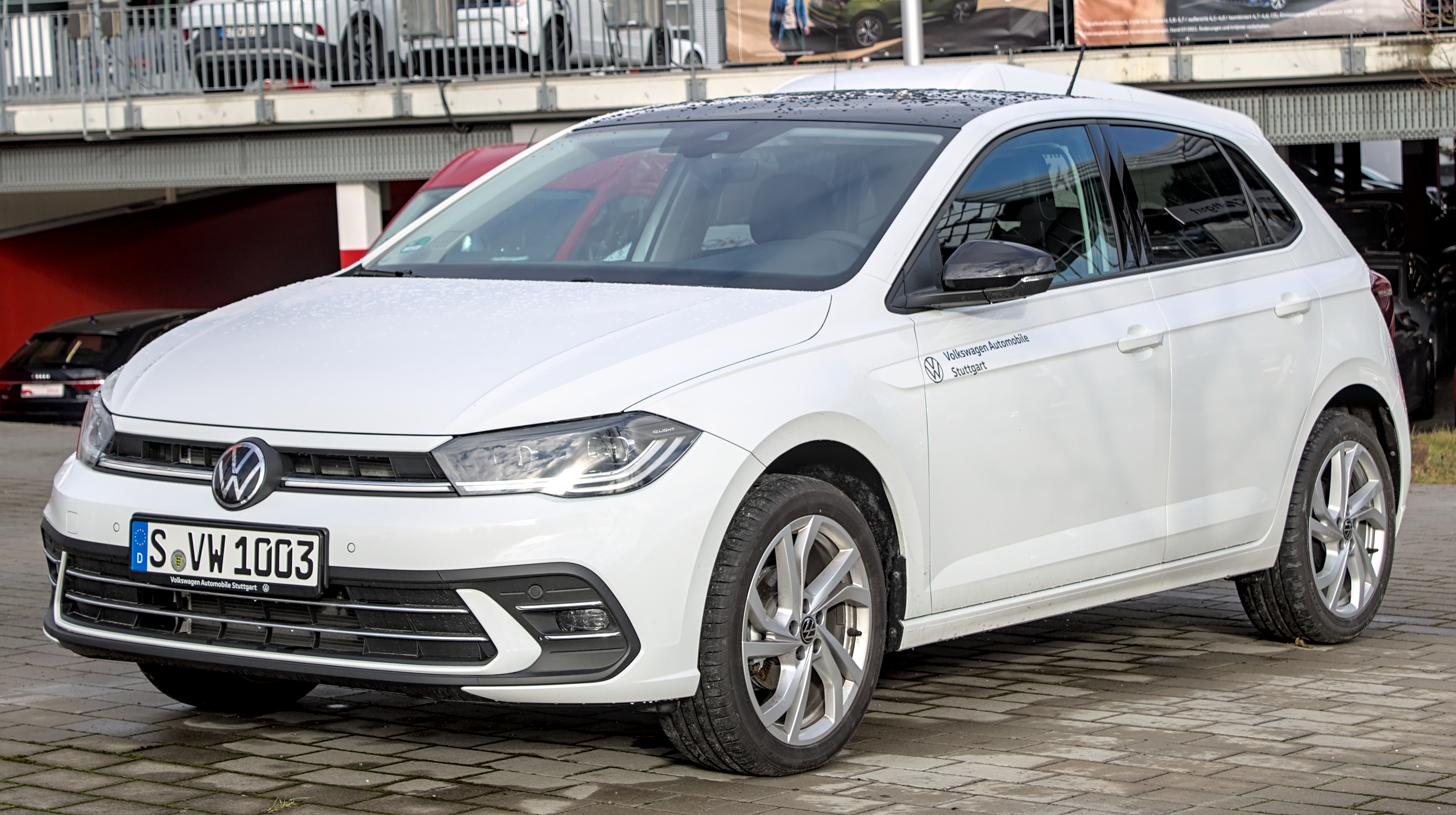
福斯波羅

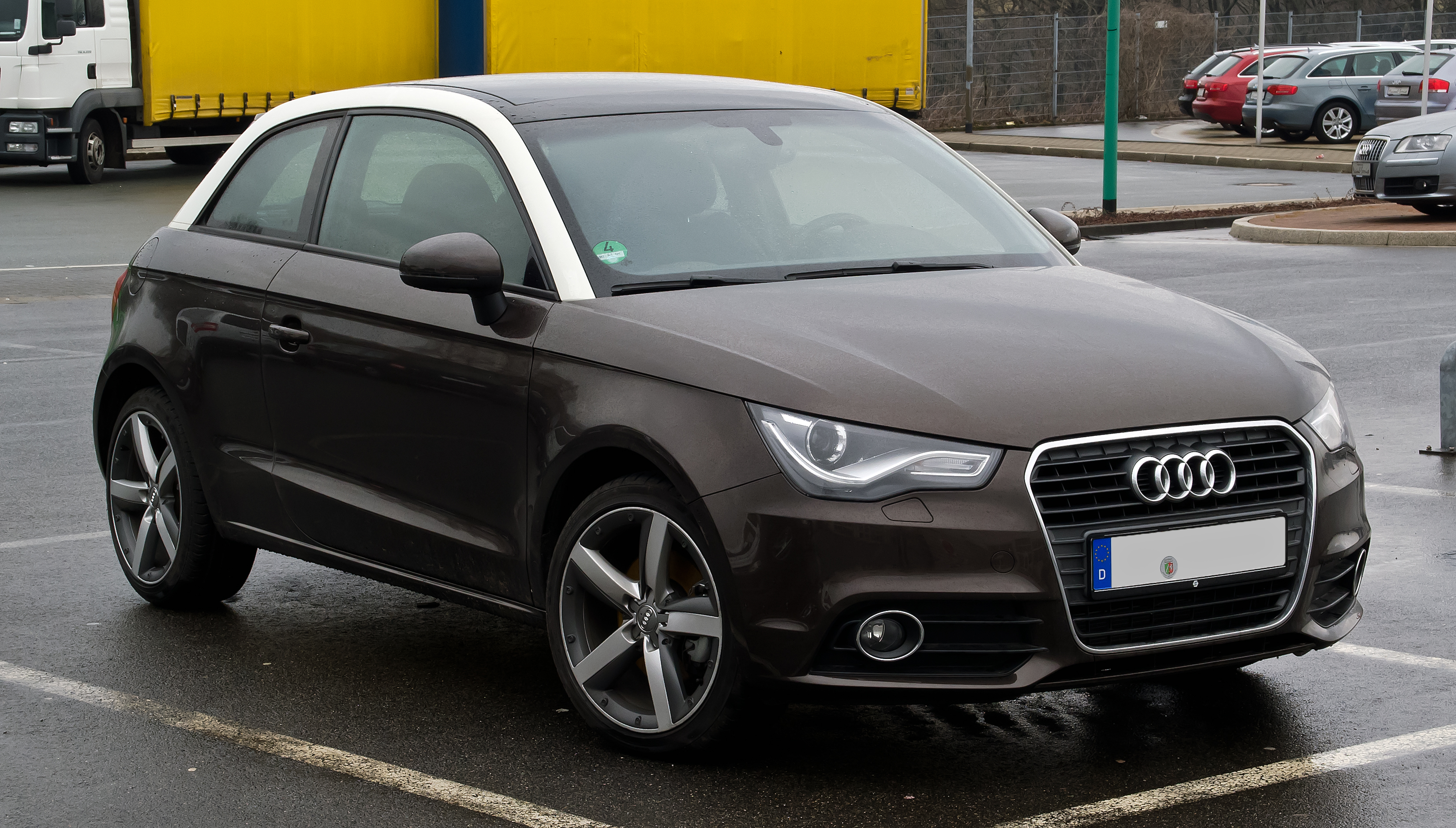
奧迪A1

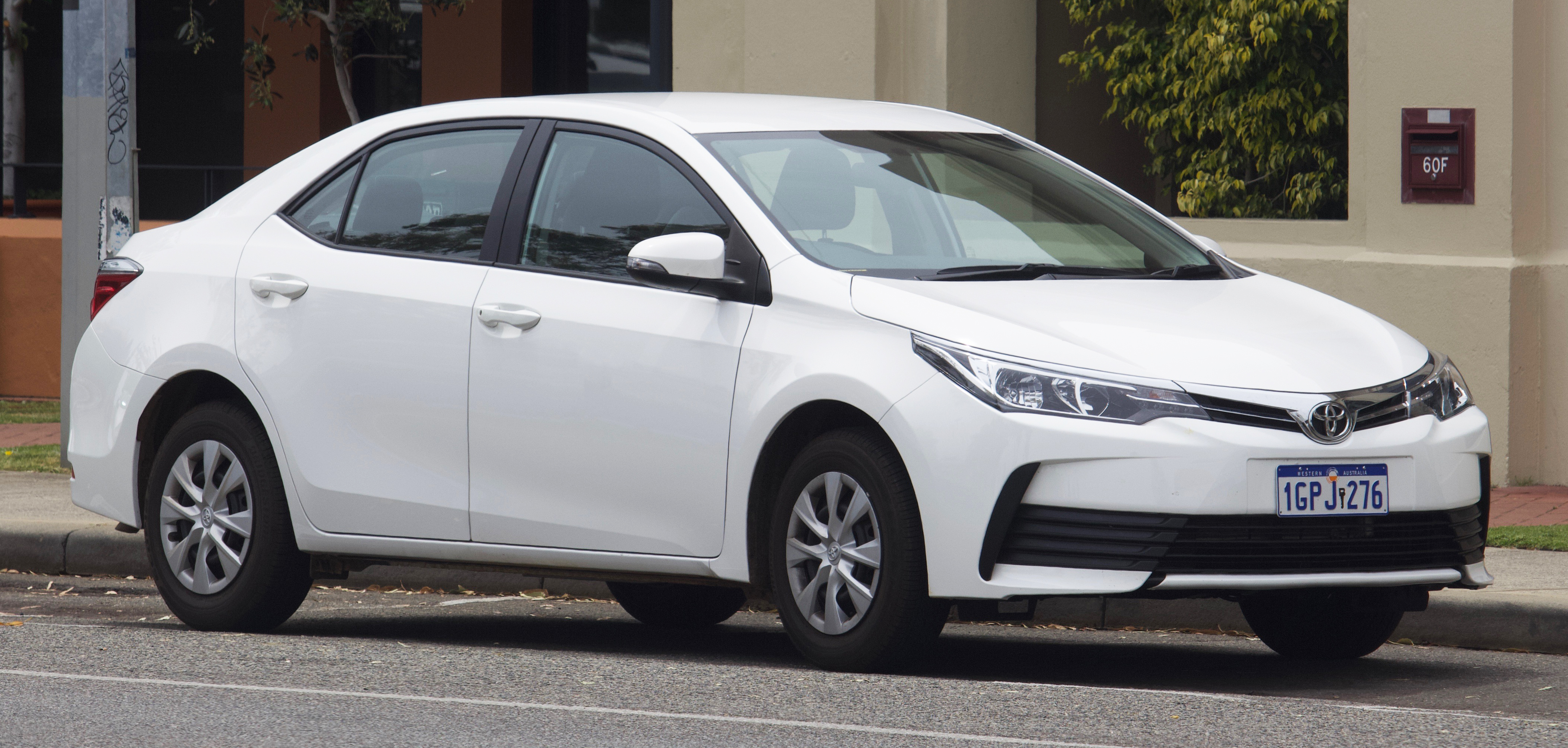
豐田卡羅拉

經濟型車（Economy car）又叫低成本車、大眾車或國民車，或可稱為廉價汽車，指相對於豪華汽車的汽車類型，通常是指一些低單價和售後費用較低的轎車，主要並非遊樂、炫耀和營業等其他目的。

## 界定標準
現在經濟型車是所有汽車种类中數量最多的，但值得注意的是在某些標準下經濟型車和豪車是重疊的。所以通常就以車體風格作為界定經濟型車的標準。

## 歷史
歷史上公認第一種經濟型車是福特T型車，而在福士甲虫車後便確立了經濟型車的發展方向和趨勢，當代的經濟型車的結構和外觀則源於迷你，雪鐵龍DS則創造出小型化的高級車。
雖在早期的經濟型汽車是獨立於高價的豪車獨立地發展，但在後來因平價車的量產，各車廠互相有很強的競爭，需要為車上添加很多舒適的設備。到了石油危機後很多以做中上價豪車著稱的廠家，也推出了自己的中小型車和以雖然單價稍貴但粍油量更低於傳統的平價車，尤其品質更是接近典型的大量生產的豪車。
在晚二十世紀日本的豐田卡羅拉和德國的福士高爾夫成為了最搶手的下價車。
世紀之交的豐田普銳斯以混合動力大幅降低了油粍使到經濟車到了新將高峰，新世紀初汽車工業的後進國的中國的五菱宏光和印度的塔塔納努開始搶佔本地市場甚至外銷。

## 技術挑戰
雖然物美價廉驟看是很簡單但實際要做是很苛刻的，結果反而都只是些傳統汽車工業先進國家發展起來的，而且還需要建立裝配線上大量生產才符合經濟車的低價粗陃，但仍然有相當高品質做到的堅固耐用安全可靠等條件，所以需要有雄厚的財力支撐龐大的廠房給熟練的技工們生產。而很多現代發達國家的早期小廠和新世紀的中印兩大新興工業國的無名廠家，做出的經濟車因遇上被買家投訴退貨而被逼結業的。反之前蘇聯和東歐的經濟車多半是由做軍車的廠制造，又過分地偏重於可靠和安全而粍油量大不舒適而不普遍受到歡迎。
單價平就意味著該車不可能車型尺寸太大，事實就是指各種三四米長的小型車或微型車，而四米半級中型車如果配備過分豪華或制作過分精緻也不算經濟型車。而且為了壓低單價不只避免安裝過多的舒適和輔助性設備，設計上需要和其他同廠車共用部件構成車系，並且制作不要過分精緻以節省工時和人力。
按一般人要實用的代步工具而非遊樂用車，通常是車主唯一的一輛車，除了單身人士外，會要求一整個小家庭乘搭故不能太小，所以單或雙座的跑車和迷你車也不算經濟型車，經濟型的小的下限應是像日本的輕型車。反過皮卡車或廂型車又太大接近營業用車，所以經濟型車的尺寸上限應當是緊湊型多功能休旅車。
售後費用低就要低粍油量，故排氣量要小至一兩公升以內，上限不超過三公升，而部分國家更對汽車的排氣量有嚴格要求或是稅率不同，其中以法國和日本最嚴格，結果法國實際不自制豪車日本以輕型車聞名。而一些高級車品牌的低端車種（如平治A-Class），因為售後費用低所以仍可以算是經濟型車。